# Wabar
Koordinaten: 21° 30′ 9,2″ N, 50° 28′ 26,7″ O
Die Wabar-Krater (arabisch وابر, DMG Wābar) sind durch einen Meteoriteneinschlag entstandene, an der Erdoberfläche sichtbare
Impaktkrater in Saudi-Arabien.

## Die Entdeckung
Die ausgedehnte Wüste im Süden Saudi-Arabiens, auch bekannt als Rub al-Chali bzw. Leeres Viertel, ist einer der verlassensten Plätze der Erde. Im Jahre 1932 suchte der britische Forscher Harry St. John „Abdullah“ Philby, Vater des Spions Kim Philby, nach der Stadt Iram, von welcher in der Sure 89 des Korans steht, sie sei von Gott zerstört worden, da sich die Bewohner dem Propheten Hūd widersetzt hätten. Nachdem er die Gegend einen Monat lang durchstreift hatte, fand er im Februar 1932 einen Flecken Boden, etwa einen halben Quadratkilometer groß, der von Brocken weißen Sandsteins, von schwarzem Glas und Stücken eines Eisenmeteoriten bedeckt war. Dort befanden sich zwei große Vertiefungen, die teilweise mit Sand gefüllt waren. Eine Analyse des Eisenbrockens ergab, dass das Stück zu 90 % aus Eisen bestand, der Anteil an Nickel betrug 5 %, der Rest enthielt verschiedene Elemente, darunter Kupfer und Kobalt und 0,0006 % (6 ppm) – eine ungewöhnlich hohe Konzentration – von Iridium.

## Die Örtlichkeit

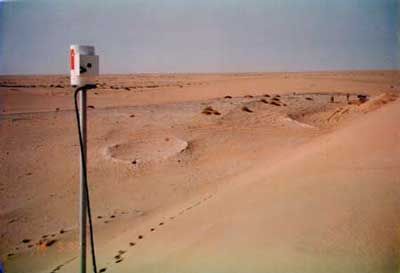
Die beiden kleineren der Wabar-Krater (links der 11-m-Krater, rechts ein Teil des 64-m-Kraters)

Der Wabar-Bereich bedeckt eine Fläche von etwa 500 mal 1.000 Metern, neueste Karten zeigen drei auffällige, annähernd runde Krater; zwei davon wurden schon von Philby beobachtet, einer mit einem Durchmesser von 116, der andere von 64 Metern, der dritte Krater hat einen Durchmesser von elf Metern und wurde in den 1990ern während der zweiten Zahid-Expedition entdeckt. Alle Einschlagkrater haben einen Untergrund von Impaktit, der sich durch den Aufprall aus dem vorhandenen Sand gebildet hatte. Heute sind alle drei Krater fast völlig mit Sand gefüllt.
An der Oberfläche befand sich zum Teil der oben beschriebene Impaktit ähnlich einem Sandstein, außerdem war sie bedeckt von schwarzer Glasschlacke und Glaskügelchen. Der Impaktit hatte die Form von Coesit, einer Hochdruckmodifikation von Quarz. Da der Einschlag nicht bis zum Grundgebirge durchgedrungen war, sondern vom Sand gebremst wurde, ist das Wabar-Gebiet sehr wertvoll für die Forschung.
Auch das Vorkommen von eisernen Bruchstücken deutete auf einen Meteoriteneinschlag, insbesondere da es in der Gegend keine Eisenlagerstätten gibt. Das Eisen hatte die Form von faustgroßen zerbrochenen Kugeln und glatten von Sand verwitterten Bruchstücken an der Oberfläche. Das größte Stück, das ebenfalls den Namen Wabar (synonym auch al-Hadida, Nedzed, Nejd, Nejed oder Wadee Banee Khaled) trägt, wurde 1863 gefunden und hatte eine Masse von 2,55 Tonnen. Es ist bekannt als der „Kamelbuckel“ und wurde an der König-Saud-Universität in Riad ausgestellt; heute befindet es sich im neuen Nationalmuseum von Saudi-Arabien.
Das Aussehen des Einschlagbereichs legt nahe, dass der Himmelskörper in einem flachen Winkel eingeschlagen ist, sich aber mit der typischen Geschwindigkeit von 40.000 bis 60.000 km/h bewegt hat. Seine Gesamtmasse betrug mehr als 3.500 Tonnen. Durch den flachen Einschlagwinkel war der in der Atmosphäre zurückgelegte Weg länger als bei einem steileren Winkel. Offenbar zerbrach der Meteorit vor dem Einschlag in vier Teile.

## Datierung
Eine Fission-Track-Analyse von Glasfragmenten ergab, dass der Einschlag vor tausenden von Jahren stattgefunden haben musste, allerdings legt die Tatsache, dass die Krater seit ihrer Entdeckung durch Philby beträchtlich mit Sand verfüllt wurden, nahe, dass sie viel jünger sind. Eine Thermolumineszenzdatierung durch Prescott et al. (2004) lässt darauf schließen, dass das Einschlaggebiet nicht älter ist als 290 Jahre.